# 30110 Lisabreton
30110 Lisabreton este o planetă minoră (asteroid), cu un diametru de 4,959 km, din centura de asteroizi. A fost descoperită pe 29 martie 2000 la Experimental Test Site⁠(d) de Lincoln Near-Earth Asteroid Research. 
Obiectul prezintă o orbită caracterizată de o semiaxă mare de 2,2186714 UAi, o excentricitate de 0,09, o înclinație de 8,488 ° în raport cu ecliptica.